# Serge Danot
Serge Danot, né le 17 septembre 1931 à Clisson et mort le 23 décembre 1990 à Paris 14e, est un réalisateur et scénariste français.

## Biographie
Au début des années 1960, peintre sur la rénovation de la tour Eiffel,  il est victime d'un accident du travail. Pendant sa convalescence, il commence à concevoir des films d'animation puis tente sa chance aux studios des Cinéastes Associés où il se retrouve balayeur. C'est à ce poste qu'il s'initie aux métiers de l'audiovisuel.
En 1963, il entre aux studios de production La Comète. Il y commence véritablement sa carrière d'animateur en réalisant des films publicitaires. Il y rencontre l'animateur Ivor Wood avec qui il conçoit l'émission pilote du Manège enchanté, série destinée à la jeunesse. Séduits par le concept, les programmateurs de l'ORTF commandent 13 épisodes. Il les réalisera dans son appartement à Malakoff près de Paris, après ses journées de travail. En 1969, il créera son propre studio dans la tannerie paternelle (« La Feuillée »), située sur bords de la Sèvre Nantaise, dans la commune de Cugand (Vendée), limitrophe de Clisson, sa ville natale.
Diffusée la première fois le 5 octobre 1964, la série Le Manège enchanté succède à Bonne nuit les petits. Elle est la première série quotidienne française où les personnages sont des marionnettes animées image par image (principe du stop motion). Avec plus de 500 épisodes de 5 minutes chacun, cette production franco-britannique sera diffusée dans plus de soixante pays, des États-Unis au Japon et connaîtra un véritable engouement au Royaume-Uni. Une adaptation cinématographique sera réalisée en 1970 sous le titre de Pollux et le chat bleu.
Serge Danot meurt le 23 décembre 1990 à l'âge de 59 ans, alors que La Cinq venait de lui passer commande de 120 nouveaux épisodes du Manège enchanté pour l'émission Youpi. Il repose à Nantes, au cimetière La Bouteillerie.
Aujourd'hui, l'univers du Bois Joli perdure grâce à Martine Danot, sa femme, pour qui l'animation 3D est une suite logique au parcours de Pollux et de son créateur. Le studio d'animation continue à produire des films (aujourd'hui en 3D) tant pour M6 que pour Disney Channel. Pour elle : « Serge a toujours été avant-gardiste ».

## Filmographie

### Télévision

#### Séries
- 1964-1989 : Le Manège enchanté
- 1969 : Les Poucetofs (diffusé pour la première fois sur l'ORTF le 28 avril 1969)
- 1981 : Les Voyages extraordinaires de Jules Verne, mini-série comprenant quatre téléfilms durant chacun 55 minutes, produite par FR3 Limoges en 1981 (avec usage de l’incrustation vidéo, dans une esthétique proche de celle de Jean-Christophe Averty) : Cinq semaines en ballon, Maître du monde, Le Tour du Monde en 80 Jours et Vingt mille lieues sous les mers (diffusion sur FR3 Jeunesse en décembre 1981)
- 1984 : Dessine-moi une chanson, douze clips sur des chansons de Gérard Delahaye, illustrés par Loïc Jouannigot

#### Téléfilms
- 1984 : Les Enfants de Cigalune

### Cinéma
- 1970 : Pollux et le chat bleu

### Œuvres posthumes
- 2005 : Pollux, le Manège enchanté, film d'animation 3D de Jean Duval, Dave Borthwick et Frank Passingham, à partir des personnages originaux
- 2008 : Le Manège enchanté, série d'animation 3D, à partir des personnages originaux, diffusée sur M6